# Elaphoglossum glabratum
Elaphoglossum glabratum là một loài dương xỉ trong họ Dryopteridaceae. Loài này được Mett. T.Moore mô tả khoa học đầu tiên..
Danh pháp khoa học của loài này chưa được làm sáng tỏ. 